# Peine de mort au Montana
Au Montana, la pendaison fut en usage jusqu'en 1943. Puis, après un moratoire de 53 ans, la peine capitale fut rétablie avec utilisation de l'injection létale comme mode d'exécution légale en 1995. 
Dans cet État, la peine de mort est encourue pour meurtre avec circonstances aggravantes et théoriquement pour certains cas aggravés de viol.
La loi de l'État du Montana donne au jury le devoir de déterminer les circonstances aggravantes et atténuantes. Le Montana fait partie des quatre États où c'est le juge qui décide de la sentence. C'est le seul État où ce juge ne reçoit pas de recommandation préliminaire du jury. Le gouverneur reçoit un avis du comité des grâces et des pardons avant de prendre sa décision concernant une éventuelle commutation. Dans une prison, il n'y a pas de quartier nommé « couloir de la mort », les condamnés sont simplement placés dans une section à sécurité maximale. Les exécutions ont lieu en présence de trois journalistes, trois personnes choisies par le condamné, trois membres de la famille de la victime et trois autres personnes au choix de l'administration pénitentiaire. La salle d'exécution de l'État du Montana se trouve à Deer Lodge.
Trois condamnés ont été exécutés dans le Montana depuis que la peine de mort a été rétablie, le dernier étant un volontaire. Aujourd'hui, deux condamnés dans des affaires différentes mais avec une ressemblance physique frappante attendent leur exécution. L'un d'eux est un Canadien (Ronald Smith) que le gouvernement de Stephen Harper avait refusé de soutenir car le premier ministre Stephen Harper était  personnellement favorable au principe de la peine de mort et estimait que seule une violation des droits de l’accusé justifierait son intervention, et non le simple fait que le Canada soit abolitionniste.
L'autre est William Jay Gollehon, condamné à mort pour homicide en 1992,.
Fin mars 2009, une tentative d'abolition votée par le Sénat fut finalement un échec et rejetée par le comité judiciaire de la Chambre. Une autre tentative d'abolition eut lieu en 2011 mais fut encore rejetée par ce comité.

## Exécutions depuis 1974
Les exécutions ont lieu à Deer Lodge, à la Montana State Prison (en).
| # | Criminel        | Date            | Méthode(s)       | Crime(s)                                                                                      | Gouverneur       |
| - | --------------- | --------------- | ---------------- | --------------------------------------------------------------------------------------------- | ---------------- |
| 1 | Duncan McKenzie | 10 mai 1995     | Injection létale | Meurtre en 1974 d'une femme en l'étranglant.                                                  | Marc Racicot     |
| 2 | Terry Langford  | 24 février 1998 | Injection létale | Meurtre en 1988 d'un couple, il égorge la femme après leur avoir tiré dessus.                 | Marc Racicot     |
| 3 | David Dawson    | 11 août 2006    | Injection létale | Meurtre en 1986 d'une famille de trois personnes en les étranglant après les avoir dévalisés. | Brian Schweitzer |

## Condamnés à mort
En décembre 2018 le couloir de la mort du Montana compte deux condamnés. Depuis 1974, un condamné a été gracié dans le Montana. 
| Criminel         | Date de condamnation | Crime(s)                                                                     | Note(s) |
| ---------------- | -------------------- | ---------------------------------------------------------------------------- | ------- |
| William Gollehon | 24 octobre 1992      | Meurtre en 1990 d'un codétenu alors qu'il était déjà en prison pour meurtre. |         |
| Ronald Smith     | 22 mars 1983         | Meurtre en 1982 de deux hommes en leur tirant dessus.                        |         |